# Comuna Pidvînnea, Rohatîn
Pidvînnea (în ucraineană Підвиння) este o comună în raionul Rohatîn, regiunea Ivano-Frankivsk, Ucraina, formată din satele Kutți, Perenivka și Pidvînnea (reședința).

## Demografie
Componența lingvistică a comunei Pidvînnea
     Ucraineană (99,5%)
     Alte limbi (0,5%)
Conform recensământului din 2001, majoritatea populației comunei Pidvînnea era vorbitoare de ucraineană (99,5%), existând în minoritate și vorbitori de alte limbi.